# Sergio Jiménez
Sergio Jiménez Flores (17 de diciembre de 1937 - 2 de enero de 2007) fue un actor, escritor y director mexicano. Conocido en la comunidad de Teatro y de Actuación como El Profe.
Su último trabajo fue dirigiendo la telenovela La fea más bella.

## Trayectoria como actor
Iniciado en el cine experimental independiente de 1964 a 1965. Su debut oficial en el cine fue en la memorable película Los caifanes en 1967. Luego trabajó en la televisión debutando en la telenovela Lágrimas amargas en 1967.  También trabajó en el teatro. Tuvo una exitosa y larga carrera como actor de carácter. También trabajó como director. Fundó el taller de actuación de Televisa. Escribió varios libros acerca de la actuación. Estuvo casado con Martha Meneses con quien procreó una hija, Iana. Luego de dos años se divorciaron. Falleció el 2 de enero de 2007 en México, D.F. a causa de un paro cardiaco a los 69 años de edad. Sus cenizas fueron esparcidas en Grecia.

### Cine
- Reclusorio (1997) .... Procurador
- La mudanza (1996)
- Perdóname todo (1995)
- Pelo suelto (1991)
- El jinete de la divina providencia (1991)
- El extensionista (1991) .... Nacho
- Alarido del terror (1991)
- Dios se lo pague (1990)
- El jardín de la paz (1990)
- Atrapados en la coca (1990)
- Viaje directo al infierno (1989)
- Mexicano ¡Tú puedes! (1985)
- Toña machetes (1985)
- Acorralado (1984)
- Mundo mágico (1983)
- El caballito volador (1982)
- Ángel del barrio (1981)
- La pachanga (1981) .... Don Moshe
- Constelaciones (1980)
- En la trampa (1979) .... Mauricio
- Cascabel (1977)
- La viuda negra (1977)
- Coronación (1976) .... René
- La faccia violenta di New York (1974) .... Sergio
- Un camino (1973) .... Sergio Fuente
- Cayó de la gloria el diablo (1972)
- Tú, yo, nosotros (1972)
- Los dos hermanos (1971)
- La generala (1971) .... Esteban
- El cambio (1971)
- Emiliano Zapata (1970)
- Alguien nos quiere matar (1970) .... Fraga
- Las visitaciones del diablo (1968) .... Padre Mario
- Corona de lágrimas (1968) .... Pipiolo
- Los caifanes (1967) .... El gato

### Televisión
- Velo de novia (2003-2004) .... Juez Estévez
- De pocas, pocas pulgas (2003) .... El Viudo
- Así son ellas (2002-2003) .... Director del teatro
- Salomé (2001-2002) .... Juez
- Diseñador ambos sexos Capítulo 6: Preludio a un beso (2001) .... Fotógrafo
- Nunca te olvidaré (1999) .... Comandante Suárez
- La antorcha encendida (1996) .... Matías de Heredia †
- Prisionera de amor (1994) .... Dr. Santos
- Valentina (1993-1994) .... Jacinto «El Bokor»
- Baila conmigo (1992) .... El Tuerto
- Encadenados (1988-1989) .... Don Caralampio
- Senda de gloria (1987) .... Diputado Juan Pastoriza
- Herencia maldita (1986-1987) .... Arturo Villaseñor
- El engaño (1986) .... Alfonso Gunther/Dieter Von Heune
- La traición (1984-1985) .... Arturo Serrano
- El maleficio (1983-1984) .... Raúl de Martino
- El derecho de nacer (1981-1982) .... Jorge Luis Armenteros
- Nosotras las mujeres (1981) .... Max
- Muchacha de barrio (1979-1980) .... Pancho
- Bella y Bestia (1979) .... Phillip
- Santa (1978) .... Hipólito
- Pacto de amor (1977-1978) .... Alonso
- Extraño en su pueblo (1973-1974) .... Dr. Pinheiro
- La hiena (1973-1974) .... Osmín
- Cartas sin destino (1973) .... Homero
- El carruaje (1972) .... Florencio del Castillo/Hombre al que matan a su hijo/Teniente
- Las gemelas (1972).... Carlos Arredondo
- Velo de novia (1971)
- La Constitución (1970) .... Ángel Fernández
- Puente de amor (1969-1970)
- El usurero (1969) .... Zárate
- Los Caudillos (1968-1969) .... Hermenegildo Galeana
- Lágrimas amargas (1967) .... Jack

## Trayectoria como director
- La fea más bella (2006-2007) (Director de Escena)
- Segunda parte de Velo de novia (2003) (Director de Escena)
- Salomé (2001-2002) (Director de Escena)
- Mujeres engañadas (1999-2000) (Director de Escena)
- Nunca te olvidaré (1999) (Director de Escena)
- Vivo por Elena (1998) (Director de Escena)
- Segunda parte de Valentina (1993-1994) (Director de Escena)
- El precio de la fama (1987) (Director de Escena)
- Herencia maldita (1986-1987) (Director de Escena)
- El engaño (1986) (Director de Escena)
- Angélica (1985) (Director de Escena)
- Mañana es primavera (1982-1983) (Director de Escena)
- El concierto (1976)

## Premios y nominaciones

### Premios TVyNovelas
Como actor
| Año  | Categoría               | Telenovela          | Resultado |
| ---- | ----------------------- | ------------------- | --------- |
| 1989 | Mejor villano           | Encadenados         | Nominado  |
| 1985 | Mejor actor protagónico | La traición         | Ganador   |
| 1985 | Mejor villano           | La traición         | Ganador   |
| 1983 | Mejor actor protagónico | El derecho de nacer | Nominado  |

### Premios ACE
| Año  | Categoría                   | Telenovela          | Resultado |
| ---- | --------------------------- | ------------------- | --------- |
| 1983 | Mejor Coactuación Masculina | El derecho de nacer | Ganador   |

### Diosa de plata PECIME
| Año  | Categoría                   | Película     | Resultado |
| ---- | --------------------------- | ------------ | --------- |
| 1968 | Mejor coactuación masculina | Los Caifanes | Ganador   |

Como director
| Año  | Categoría                 | Telenovela        | Resultado |
| ---- | ------------------------- | ----------------- | --------- |
| 2000 | Mejor dirección de escena | Mujeres engañadas | Ganador   |
| 1987 | Mejor dirección de escena | El engaño         | Nominado  |
| 1986 | Mejor dirección de escena | Angélica          | Nominado  |